# Casper von Folsach
Casper von Folsach (Gentofte, 30 maart 1993) is een Deens voormalig baan- en wegwielrenner. 

## Biografie
In 2016 werd hij, samen met zijn teamgenoten, derde in de ploegenachtervolging op de Olympische Spelen in Rio de Janeiro.

## Palmares

### Wegwielrennen

#### Overwinningen
2017 - 1 zege
5e etappe Ronde van Zuid-Bohemen
2018 - 1 zege
Ronde van Midden-Nederland

### Baanwielrennen
| Jaar     | NK                                                           | EK                   | WK                                | OS                   | WB | Overig                                 |
| Beloften | Beloften                                                     | Beloften             | Beloften                          | Beloften             | Beloften | Beloften                               |
| -------- | ------------------------------------------------------------ | -------------------- | --------------------------------- | -------------------- | --- | -------------------------------------- |
| 2013     |                                                              | omnium               |                                   |                      | |                                        |
| Elite    |                                                              |                      |                                   |                      | |                                        |
| 2011     | 1km · achtervolging · scratch                                | ploegenachtervolging |                                   |                      | Cali: · ploegenachtervolging |                                        |
| 2012     |                                                              |                      |                                   |                      | Glasgow: · ploegenachtervolging |                                        |
| 2013     | achtervolging · puntenkoers · scratch · 1km                  |                      | ploegenachtervolging              |                      | Aguascalientes: · ploegenachtervolging | Pruszków: omnium Ballerup: puntenkoers |
| 2014     | achtervolging                                                |                      | ploegenachtervolging              |                      | Londen: · ploegenachtervolging | Panevėžys: omnium                      |
| 2015     |                                                              |                      |                                   |                      | |                                        |
| 2016     | omnium · ploegkoers · puntenkoers · scratch                  | derny                | ploegenachtervolging              | ploegenachtervolging | |                                        |
| 2017     | ploegenachtervolging · puntenkoers · achtervolging · scratch |                      |                                   |                      | Cali: · ploegkoers · omnium · Manchester: · ploegkoers · ploegenachtervolging                                                                                      |                                        |
| 2018     | omnium                                                       | omnium               | ploegenachtervolging              |                      | St-Quentin-en-Yvelines: · ploegenachtervolging · Milton: · ploegkoers · ploegenachtervolging · Berlijn: · ploegkoers · ploegenachtervolging · Londen: · ploegkoers |                                        |
| 2019     |                                                              |                      | ploegkoers · ploegenachtervolging |                      | |                                        |

## Ploegen
- 2012 –  Team Concordia Forsikring-Himmerland
- 2013 –  Team TreFor
- 2014 –  Team TreFor-Blue Water (tot 31-5)
- 2015 –  Riwal Platform Cycling Team
- 2016 –  Riwal Platform Cycling Team
- 2017 –  Team Giant-Castelli
- 2018 –  Team ColoQuick
- 2018 –  Team ColoQuick

A.K. Andersen · S.K. Andersen · Bøje-Pedersen · von Folsach · Guldhammer · Hemmsen · Larsen · Mørkøv · Mygind · Olesen · Plesner · Quaade · Rosenberg · Vinjebo
Andersen · Clausen · Foder Holm · von Folsach · Guldhammer · Mygind · Nielsen · Pedersen · Plesner · Quaade · Rahbek · Riis · Vorre Louring
Almindsø · Christiansen · von Folsach · Hardahl · Johansen · Larsen · Lyhne · Madsen · Moberg · Price-Pejtersen · Salby · Vingegaard · Vinjebo · Wallin